# Борисенко Микола Михайлович
Микола Михайлович Борисенко (25 листопада 1918, Ніжин — 8 травня 1980, Київ) — український радянський державний і політичний діяч. Депутат Верховної Ради Української РСР 6-го та 9—10 скликань. Депутат Верховної Ради СРСР 7—10-го скликань. Кандидат у члени ЦК КПУ в 1961—1966 роках. Член ЦК КПУ в 1966—1980 роках. Кандидат у члени Політбюро ЦК КП України з квітня 1970 по вересень 1973 року. Член Політбюро ЦК КП України з вересня 1973 по травень 1980 року. Кандидат у члени ЦК КПРС в 1971—1976 роках. Член ЦК КПРС у 1976—1980 роках.

## Біографія
Народився 25 листопада 1918 року в місті Ніжині Чернігівської губернії (тепер Чернігівської області) в родині службовця.
У 1939–1941 роках працював зоотехніком із племінної справи навчального господарства Харківського зоотехнічного інституту.
У 1941 році закінчив Харківський зоотехнічний інститут.
У 1941 році — старший зоотехнік і заступник директора племінного свинорадгоспу «Ачинський» Красноярського краю РРФСР.
У 1941–1945 роках проходив службу в лавах Червоної армії. Закінчив шестимісячні курси при 2-му Томському артилерійському училищі. Учасник німецько-радянської війни. Член ВКП(б) з 1943 року.
У 1945–1947 роках працював старшим зоотехніком радгоспу «Більшовик» (Харківська область); старшим зоотехніком радгоспу «Івківці» (Чернігівська область).
У 1947–1952 роках — директор радгоспу «Івківці» Прилуцького району Чернігівської області.
У 1952–1955 роках — керуючий Чернігівського тресту «Укрголовмаслосирпром» (місто Чернігів).
У 1955–1957 роках — голова виконавчого комітету Чернігівської районної ради депутатів трудящих.
У лютому 1957 — березні 1961 року — начальник Чернігівського обласного управління сільського господарства.
10 березня 1961— січень 1963 року — голова виконавчого комітету Чернігівської обласної Ради депутатів трудящих.
У січні 1963 — грудні 1964 року — 1-й секретар Чернігівського сільського обласного комітету КП України. У грудні 1964— 29 квітня 1970 року — 1-й секретар Чернігівського обласного комітету КП України.
З 1 квітня 1970 по 8 травня 1980 року — секретар ЦК КП України.
Обирався депутатом Верховної Ради СРСР 7, 8, 9, 10 скликань; депутатом Верховної Ради УРСР 6-го та 9-10 скликань (1963—1967 і 1975—1980 роки). 

Могила Миколи Борисенка

Жив у Києві. Помер 8 травня 1980 року. Похований на Байковому кладовищі (ділянка №2, центральна алея).

### «Справа Борисенка»
У листопаді 1970 року поблизу Києва, в районі селища Конча-Заспа (територія дачного селища Управління справами ЦК КПУ), пропав безвісти син М.М.Борисенка –  20-річний Євген. Незважаючи на масштабні пошукові зусилля республіканських та союзних правоохоронних органів, зниклого так і не було знайдено, а обставини його зникнення до цього часу залишаються нез’ясованими. За популярною, але недоведеною версією, Євгена Борисенка начебто  було збито автомобілем, яким керував офіцер міліції; останній застрелив важкопораненого з табельної зброї, а тіло сховав під полотном дороги, яку в той час асфальтували .

## Нагороди
Нагороджений трьома орденами Леніна, орденом Жовтневої Революції, двома орденами Трудового Червоного Прапора (10.12.1968,), почесною грамотою Президії Верховної Ради Української РСР (24.11.1978).

## Увічнення пам'яті
Ім'я Миколи Борисенка за радянських часів (з 1980 року) і до 2016 року носила нинішня вулиця Громадська в Чернігові (Новозаводський район).